# Llywelyn ap Seisyll
Llywelyn ap Seisyll († 1023) war König von Deheubarth und Gwynedd.

## Leben
Über seinen Vater ist außer dem Namen Seisyll nichts bekannt, jedoch war seine Mutter Prawst nach neueren genealogischen Forschungen die Tochter von Elisedd, einem jüngeren Sohn von König Anarawd ap Rhodri Mawr von Gwynedd. Durch seine Heiratsunion mit Angharad, der Tochter von König Maredudd ab Owain von Deheubarth, erwarb er Ansprüche auf Einfluss in den Regionen Deheubarth und Gwynedd.
Sein Aufstieg zur Macht wurde durch seinen Sieg über den Usurpator Aeddan ap Blegywryd im Jahr 1018 und den irischen Thronprätendenten Rhain im Jahr 1022 gefestigt, wodurch er die Herrschaft über den Süden Wales erlangte. In den folgenden Jahren erweiterte er seinen Einfluss auf einen beachtlichen Teil von Wales, was in den Chroniken als eine denkwürdige Epoche in den walisischen Annalen verzeichnet ist.
Llywelyns größter Ruhm jedoch gründet sich auf seiner Rolle als Vater seines einzigen Sohns Gruffydd ap Llywelyn, der später von 1055 bis 1063 über ganz Wales herrschte. Gruffydds bemerkenswerte Laufbahn wurde maßgeblich durch das Erbe und das Vorbild seines Vaters geprägt. Gruffydds Machtanspruch basierte im Wesentlichen auf der kurzen „de-facto“-Oberherrschaft, die Llywelyn innehatte.